# Zeldenrust (Oss)
De molen Zeldenrust (voorheen De Zwaluw) is een windmolen aan de Kruisstraat in de Nederlandse plaats Oss. Het is een ronde stenen stellingmolen die als korenmolen is ingericht. De molen heeft tot einde jaren 50 van de 20e eeuw op de wind gemalen. In 1971 is de vervallen molen verkocht aan de gemeente Oss. De in 1974 op particulier initiatief opgerichte stichting De Osse Molen ondernam in 1975 met succes inzamelacties om de molen te herstellen. Op 24 februari 1978 is de restauratie van een opnieuw maalvaardige molen voltooid.
Het gevlucht is oud-Hollands. In de molen bevinden zich drie koppel maalstenen. De molen is op zaterdagen geopend voor het publiek.